# Vampires of Black Imperial Blood
Vampires of Black Imperial Blood — дебютный студийный альбом французской блэк-метал-группы Mütiilation, выпущенный в 1995 году на лейбле Drakkar Productions. Считается первым релизом объединения Les Légions Noires. Альбом называют культовым. Vampires не выходил на виниле до 1999 года, когда французский лейбл End All Life Productions выпустил пластинку тиражом 100 пронумерованных вручную копий. Из-за своей чрезвычайной редкости пластинка с 2009 года выставлялась на продажу всего семь раз, а в ноябре 2020 года коллекционер из Австрии продал 12/100 пластинку за 2 999$.

## Список композиций
| №  | Название                           | Длительность |
| -- | ---------------------------------- | ------------ |
| 1. | «Magical Shadows of a Tragic Past» | 10:00        |
| 2. | «Born Under the Master's Spell»    | 5:29         |
| 3. | «Ravens of My Funeral»             | 7:41         |
| 4. | «Black Imperial Blood»             | 5:35         |
| 5. | «Eternal Empire of Majesty Death»  | 7:06         |
| 6. | «Transylvania»                     | 5:52         |
| 7. | «Under Ardailles Night»            | 4:22         |
| 8. | «Tears of a Melancholic Vampire»   | 8:01         |

## Участники записи
- Mørdrëd — бас-гитара
- Meyhna'ch — вокал, гитара
- Krissagrazabeth — ударные